# Mikleuš
Mikleuš es un municipio de Croacia en el condado de Virovitica-Podravina.

## Geografía
Se encuentra a una altitud de 131 m s. n. m. a 203 km de la capital nacional, Zagreb.

## Demografía
En el censo 2011 el total de población del municipio fue de 1464 habitantes, distribuidos en las siguientes localidades:
- Balinci - 70
- Borik -  326
- Četekovac - 213
- Čojlug - 15
- Mikleuš - 840

| Gráfica de población de Mikleuš 1857-2011                           |
|                                                                     |
| Según los censos de población de la oficina estadística de Croacia. |